# Viennay
Viennay és un municipi francès situat al departament de Deux-Sèvres i a la regió de la Nova Aquitània. L'any 2007 tenia 1.114 habitants.

## Demografia

### Població
El 2007 la població de fet de Viennay era de 1.114 persones. Hi havia 428 famílies de les quals 68 eren unipersonals (36 homes vivint sols i 32 dones vivint soles), 180 parelles sense fills, 160 parelles amb fills i 20 famílies monoparentals amb fills.
La població ha evolucionat segons el següent gràfic:
Habitants censats

### Habitatges
El 2007 hi havia 456 habitatges, 434 eren l'habitatge principal de la família, 7 eren segones residències i 15 estaven desocupats. 443 eren cases i 11 eren apartaments. Dels 434 habitatges principals, 338 estaven ocupats pels seus propietaris, 95 estaven llogats i ocupats pels llogaters i 1 estava cedit a títol gratuït; 5 tenien una cambra, 4 en tenien dues, 33 en tenien tres, 135 en tenien quatre i 257 en tenien cinc o més. 329 habitatges disposaven pel capbaix d'una plaça de pàrquing. A 145 habitatges hi havia un automòbil i a 275 n'hi havia dos o més.

### Piràmide de població
La piràmide de població per edats i sexe el 2009 era:
| Homes | Edats   | Dones |
| ----- | ------- | ----- |
| 0     | 95 o +  | 0     |
| 0     | 90 a 94 | 0     |
| 4     | 85 a 89 | 4     |
| 4     | 80 a 84 | 4     |
| 8     | 75 a 79 | 8     |
| 12    | 70 a 74 | 12    |
| 24    | 65 a 69 | 20    |
| 20    | 60 a 64 | 32    |
| 40    | 55 a 59 | 16    |
| 60    | 50 a 54 | 44    |
| 56    | 45 a 49 | 44    |
| 40    | 40 a 44 | 40    |
| 40    | 35 a 39 | 64    |
| 16    | 30 a 34 | 32    |
| 20    | 25 a 29 | 16    |
| 24    | 20 a 24 | 24    |
| 52    | 15 a 19 | 48    |
| 72    | 10 a 14 | 36    |
| 12    | 5 a 9   | 28    |
| 24    | 0 a 4   | 20    |

## Economia
El 2007 la població en edat de treballar era de 769 persones, 598 eren actives i 171 eren inactives. De les 598 persones actives 564 estaven ocupades (306 homes i 258 dones) i 34 estaven aturades (10 homes i 24 dones). De les 171 persones inactives 81 estaven jubilades, 53 estaven estudiant i 37 estaven classificades com a «altres inactius».

### Ingressos
El 2009 a Viennay hi havia 420 unitats fiscals que integraven 1.068 persones, la mediana anual d'ingressos fiscals per persona era de 17.593 €.

### Activitats econòmiques
Dels 26 establiments que hi havia el 2007, 1 era d'una empresa extractiva, 1 d'una empresa alimentària, 1 d'una empresa de fabricació d'altres productes industrials, 9 d'empreses de construcció, 7 d'empreses de comerç i reparació d'automòbils, 3 d'empreses de transport, 1 d'una empresa d'hostatgeria i restauració, 1 d'una empresa financera, 1 d'una empresa immobiliària i 1 d'una empresa de serveis.
Dels 8 establiments de servei als particulars que hi havia el 2009, 1 era un taller de reparació d'automòbils i de material agrícola, 1 paleta, 1 guixaire pintor, 2 fusteries, 2 electricistes i 1 restaurant.
L'únic establiment comercial que hi havia el 2009 era una botiga de material esportiu.
L'any 2000 a Viennay hi havia 25 explotacions agrícoles que ocupaven un total de 923 hectàrees.

## Equipaments sanitaris i escolars
El 2009 hi havia una escola elemental.

## Poblacions més properes
El següent diagrama mostra les poblacions més properes.